# Río Blanco, Simojovel
Río Blanco är en ort i Mexiko.   Den ligger i kommunen Simojovel och delstaten Chiapas, i den sydöstra delen av landet, 700 km öster om huvudstaden Mexico City. Río Blanco ligger 470 meter över havet och antalet invånare är 134.
Terrängen runt Río Blanco är kuperad åt sydväst, men åt nordost är den bergig. Río Blanco ligger nere i en dal. Runt Río Blanco är det ganska tätbefolkat, med 96 invånare per kvadratkilometer. Närmaste större samhälle är Simojovel de Allende, 19,8 km väster om Río Blanco. Omgivningarna runt Río Blanco är en mosaik av jordbruksmark och naturlig växtlighet.